# Руднев, Даниил Маркович
Дании́л Ма́ркович Ру́днев (настоящая фамилия Гуревич, 12 декабря 1911, Витебск — 2008) — советский журналист, писатель, редактор, историк.

## Биография
Даниил Гуревич родился 12 декабря 1911 года в Витебске. По национальности — еврей. Его отец был служащим.
В 1927 году окончил среднюю школу в Саратове, в 1951 году — исторический факультет Тартуского государственного университета; в 1967 году получил степень кандидата исторических наук (Институт истории партии при ЦК КП Эстонии, диссертация «Из истории эстонской большевистcкой организации – коммунистической партии Эстонии»).
В 1930—1938 годах работал журналистом в Ленинграде в газете «Ленинская искра»; в 1938—1941 годах — ленинградский корреспондент газеты «Правда»; в 1941—1944 годах участвовал в Великой Отечественной войне фронтовым корреспондентом «Правды» на Ленинградском фронте; с 1946 года по 25 января 1950 года был главным редактором газеты «Советская Эстония», откуда был уволен в ходе кампании по борьбе с космополитизом. 19 января 1953 года исключён из КПСС (восстановлен в 1953 году). Псевдонимом Руднев начал пользоваться как военный корреспондент в 1942 году, позже она стала официальной фамилией.
Коллега Руднева по работе в газете «Советская Эстония» журналист Лейви Шер вспоминал: 
```
«Даниил Маркович, когда я был замредактора в газете, выпускал на общественных началах единственную в Эстонии детскую русскоязычную газету, кажется, она называлась «Малыш». Могу сказать, что Руднев был человеком редкой порядочности, ужасающей доверчивости и уважения к людям. Таким надо памятники ставить».
[
3
]
```

В 1950—1951 годах Даниил Маркович Руднев — научный сотрудник Института Истории Академии наук Эстонской ССР, в 1951—1952 годах — старший преподаватель Республиканской партийной школы при ЦК КП Эстонии, в 1952—1953 годах — редактор газеты «Моряк Эстонии», в 1953—1959 годах — редактор передач Эстонского радио на русском языке, в 1959—1975 годах — начальник отдела в журналах «Коммунист Эстонии» и “Eesti Kommunist”.

## Научная работа
Область исследований: история коммунистической партии Эстонии и революционного движения в Эстонии, жизнь и деятельность революционеров Виктора Кингисеппа, Михаила Калинина и др.

## Награды
- 1944 — Орден Красной Звезды[4]
- 1971 — Заслуженный журналист Эстонской ССР[1]
- 1990 — Орден Отечественной войны II степени[5]

## Фильмография
Даниил Руднев выступил в качестве сценариста следующих документальных фильмов, снятых в Эстонии:
- 1970 год  — "Villa Terezy Skupién"/ «Вилла Терезы Скупень», режиссёр Владимир Парвель (о жизни В. И. Ленина в Польше в 1913—1914 годах);
- 1975 год — "August Tallinnast" / «Август в Таллине», режиссёр Виталий Горбунов, киностудия «Таллинфильм» (о революционной деятельности Михаила Калинина в Таллине в 1901—1904 годах, на эст. яз.);
- 1977 год — "Revolutsiooni sõdur" / «Солдат революции», режиссёр Виталий Горбунов, киностудия «Таллинфильм» (воспоминания участника Октябрьской революции, персонального пенсионера Николая Сальма о поворотных событиях шестьдесят лет назад)[8].